# 발리 투두

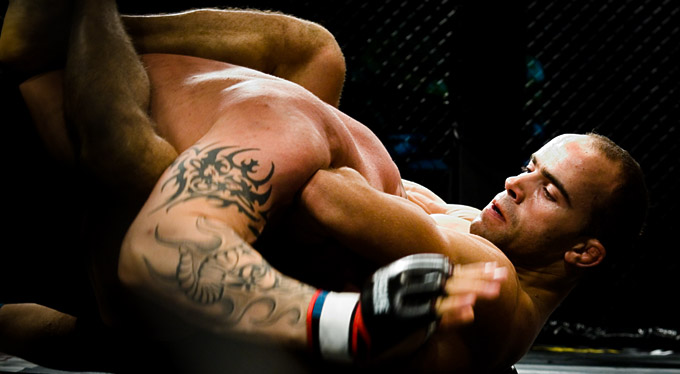
2005년 스톡홀름에서 열린 유러피언 발리 투두 경기의 한 장면

발리 투두(포르투갈어: Vale tudo)는 20세기에 브라질에서 인기있던 최소한의 규칙만으로 맨손으로 싸우는 격투기를 의미한다. 발리 투두는 다른 다양한 형태의 무술에서 기술을 도입해 온 결과 오늘날의 종합격투기에 가까운 것으로 되어 있다.

## 같이 보기
- 종합격투기
- 브라질 주짓수